# Memorandum (álbum)
Memorandum (Se define por Memorandum, anotaciones en general, o sobre eventos, citas etc.) es el tercer álbum oficial de la banda alemana Lacrimas Profundere lanzado en 1999 y el primer álbum fichado hacia la compañía discográfica de metal Napalm Records. El disco deja sentir la influencia del segundo disco de Anathema, The Silent Enigma. Además, la cantidad de elementos clásicos disminiuyen en comparación con el LP anterior, dejando en primer plano al piano y los sintetizadores, y por primera vez se oye a Christopher Schmid cantando con voces limpias y no sólo relatando con ellas. Por otro lado, las canciones se acortan.
La banda ya no toca temas en vivo de ninguno de sus tres primeros LP.

## Lista de canciones
1. "Infinity"
2. "Helplesness"
3. "...And how to drown in your arms"
4. "Black swans"
5. "Reminiscence"
6. "The crown of leaving"
7. "All your radiance..."
8. "The embrace and the eclipse"
9. "The fate of equilibrium"

## Créditos
- Christopher Schmid: Voz
- Anja Hotzendorfer: Violín y voz femenina
- Oliver Nikolas Schmid: Guitarra
- Marco Praschberger: Guitarra
- Markus Lapper: Bajo
- Lorenz Gehmacher: Batería
- Christian Steiner: Piano y teclados

- Datos: Q1094680